# میلدرد آلن
میلدرد آلن (انگلیسی: Mildred Allen؛ زاده ۲۵ مارس ۱۸۹۴ درگذشته ۴ نوامبر ۱۹۹۰) یک فیزیک‌دان اهل ایالات متحده آمریکا بود.